# Squatina pseudocellata
Squatina pseudocellata — акула з роду Акула-ангел родини Акулоангелові. Інша назва «західна акула-янгол».

## Опис
Загальна довжина досягає 75,1 см, втім може бути й більше. Голова широка. Морда затуплена, з невеличкими вусиками. Очі маленькі, розміщені на верхній частині голови. За ними є великі бризкальця. Ніздрі помірного розміру. Мають носові клапани. Рот широкий. Зуби дрібні, гострі. У неї 5 пар зябрових щілин. Тулуб сплощений, більш стрункий на відміну від інших видів свого роду. Луска дрібна. Грудні плавці широкі. Має 2 спинних плавців однакового розміру, розташовані у хвостовій частині. Черевні плавці витягнуті, помірно широкі, близько до грудних. Анальний плавець відсутній. Хвіст потовщений. Хвостовий плавець короткий, нижня лопать довша за верхню.
Забарвлення спини світло-коричневе. На грудних плавцях є світлі плями, що нагадують оченята.

## Спосіб життя
Тримається на глибинах від 130 до 310 м, на континентальному шельфі та верхній частині континентального схилу. Воліє до піщаних і мулисто-піщаних ґрунтів. Вдень акула заривається в них, чатуючи на жертву. Вночі більш активна. Живиться дрібною костистою рибою, ракоподібними, головоногими молюсками.
Це яйцеживородна акула. Самиця народжує до 20 акуленят.

## Розповсюдження
Мешкає біля західного узбережжя Австралії. Звідси походить інша назва цієї акули.